# Psorinia
Psorinia — рід грибів родини Lecanoraceae. Назва вперше опублікована 1980 року.

## Класифікація
Згідно з базою MycoBank до роду Psorinia відносять 2 офіційно визнані види:
- Psorinia conglomerata
- Psorinia lepidotella